# The European Society for History of Law
The European Society for History of Law (Evropská společnost pro právní dějiny, z.s.) je celoevropské sdružení se sídlem v Brně založené v roce 2009. Společnost sdružuje nejen osoby z akademického prostředí, nýbrž spolupracuje i s významnými osobnostmi z justice (především Ústavního soudu), státního zastupitelství, advokacie či veřejné správy, které výrazným způsobem přispívají k naplnění cílů sdružení.
Tato společnost umožňuje zejména právnické veřejnosti poznat historické souvislosti současné i budoucí právní úpravy jednotlivých institutů. Umožní právníkům v právní praxi zprostředkovat a přiblížit dobové názory na některé právní problémy a dnes již zapomenutou judikaturu. Úkolem Evropské společnosti pro právní dějiny je podporovat výzkum v oblasti právních dějin, romanistiky a dějin právního myšlení v různých evropských zemích. Předmět zájmu tedy tvoří:
- právní systémy a právní instituty,
- právní struktury,
- významné osobnosti právní historie, právní vědy a právního myšlení,
- římské právo,
- dějiny právního myšlení.

The European Society for History of Law organizuje pro své členy konference, přednášky, semináře, exkurze a společná setkání, na kterých se diskutuje o evropských právních dějinách a které slouží jako platforma pro prezentaci vědeckých výsledků právních historiků z evropských států. K posledně jmenovanému významně přispívá rovněž i vydávání anglicky a německy psaného recenzovaného časopisu Journal on European History of Law ISSN 2042-6402, který za pomoci těchto dvou „univerzálních“ jazyků zprostředkovává poznatky z právní historie a romanistiky zájemcům z celého světa.
Pro členy z České a Slovenské republiky vydává Evropské společnosti pro právní dějiny čtyřikrát ročně informační bulletin ISSN 2464-4889, ve kterém jsou publikovány recenze a anotace právněhistorických knih, pozvánky na konference či zprávy z vědeckého života.. Pro členy společnosti ze zahraničí vydává společnost dvakrát ročně informační Newsletter of the European Society for History of Law ISSN 2694-7587. Archiv obou těchto informačních instrumentů se nachází na internetových stránkách společnosti.
Členové The European Society for History of Law se aktivně autorsky i organizačně účastní na projektu Encyklopedie českých právních dějin, který je realizován od roku 2013 a jehož účelem je komplexně encyklopedicky zpracovat celou materii českých a československých právních dějin.
Za posledních šest let své existence společnost spoluzorganizovala společně s Katedrou dějin státu a práva Právnické fakulty Masarykovy univerzity v Brně desítku konferencí věnovaných především dějinám trestního práva, právní archeologii či různým právněhistorickým výročím.
Od roku 2020 publikuje Evropská společnost pro právní dějiny na svém youtube kanále videa s právněhistorickou tematikou, především pak rozhovory o historii české právní vědy, přednášky či prezentace právněhistorických knih.

## Vědecká rada sdružení
Evropské společnosti pro právní dějiny podporuje vydávání knih z oblasti právní historie a římského práva jak začínajícím, tak i významným právním historikům a romanistům. Za dobu trvání této společnosti se podařilo vydat tři desítky monografií a konferenčních sborníků. Veškeré publikace vydávané Evropskou společností pro právní dějiny prochází recenzním řízením. Členové vědecké rady jsou osobnosti z akademického prostření i právní praxe.

## Právněhistorická kniha roku
Od roku 2018 hodnotí odborná porota Evropské společnosti pro právní dějiny, z.s. (The European Society for History of Law) knihy z oblasti českých a slovenských právních dějin, obecných právních dějin a římského práva, které byly vydány v předcházejícím roce.
Ocenění "Právněhistorická kniha roku 2017" bylo uděleno Ivaně Bláhové z Ústavu právních dějin Právnické fakulty Univerzity Karlovy za monografii "Rekodifikace trestního práva procesního v letech 1948-1950".
Ocenění "Právněhistorická kniha roku 2018" obdržel Ladislav Vojáček z Katedry dějin státu a práva Právnické fakulty Masarykovy univerzity v Brně za monografii "První československý zákon. Pokus o opožděný komentář". Ocenění "Právněhistorická kniha roku 2019" obdrželi Ladislav Vojáček, Karel Schelle a Jaromír Tauchen z Katedry dějin státu a práva Právnické fakulty Masarykovy univerzity v Brně za dvoudílnou monografii "Dějiny Právnické fakulty Masarykovy univerzity v Brně (1919-2019)". Ocenění "Právněhistorická kniha roku 2020" bylo uděleno Jiřímu L. Bílému z Katedry teorie práva a právních dějin Právnické fakulty Univerzity Palackého v Olomouci za dvoudílnou monografii "Ius montium: právo moravských vinohradních hor v kontextu střední Evropy". Z důvodů pandemie covidu-19, která výrazně ovlivnila publikační činnost, byla pro hodnocení spojena léta 2021 a 2022 dohromady. Ocenění bylo uděleno autorskému kolektivu pod vedením Miroslava Lysého, Martina Gregora a Lenky Martincové z Právnické fakulty Univerzity Komenského v Bratislavě za monografii „Dejiny Právnickej fakulty Univerzity Komenského“.

## Ocenění za celoživotní přínos pro rozvoj právní historie
Od roku 2019 uděluje společnost vybraným osobnostem z České republiky a Slovenska ocenění za celoživotní přínos pro rozvoj právní historie.
Mezi laureáty tohoto ocenění náleží:
- Jozef Beňa (2019)
- Karolina Adamová (2020)
- Jiří Rajmund Tretera (2021)
- Ladislav Soukup (právní historik) (2021)
- Ignác Antonín Hrdina - in memoriam (2023)
- Tomáš Gábriš (2024)